# Dioon
Dioon ist eine Pflanzengattung in der Familie der Zamiaceae innerhalb der Ordnung der Palmfarne (Cycadales), das heißt, es handelt sich um Samenpflanzen (Spermatophyta). Die etwa elf Arten sind von Mexiko über Honduras bis Nicaragua verbreitet. Man nennt sie auch Doppelpalmfarne. Der noch deutlich erkennbare Blattcharakter der Sporophylle gibt ihr innerhalb der Palmfarne eine Sonderstellung. Sie ist die Gattung mit den meisten primitiven Merkmalen und damit wahrscheinlich die evolutionär ursprünglichste innerhalb der Abteilung.

## Beschreibung

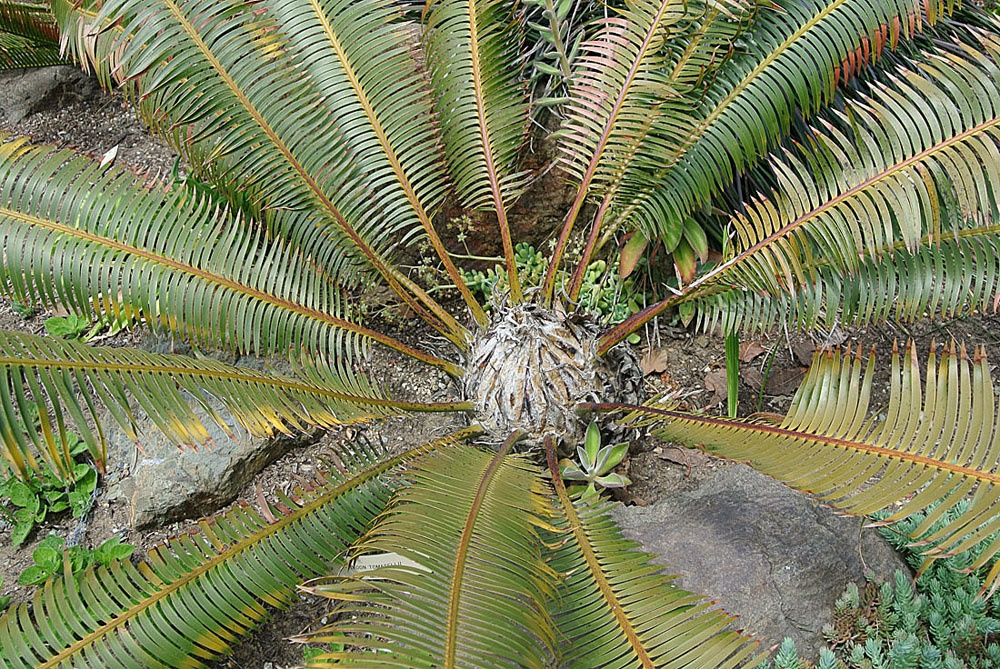
Habitus von Dioon tomasellii

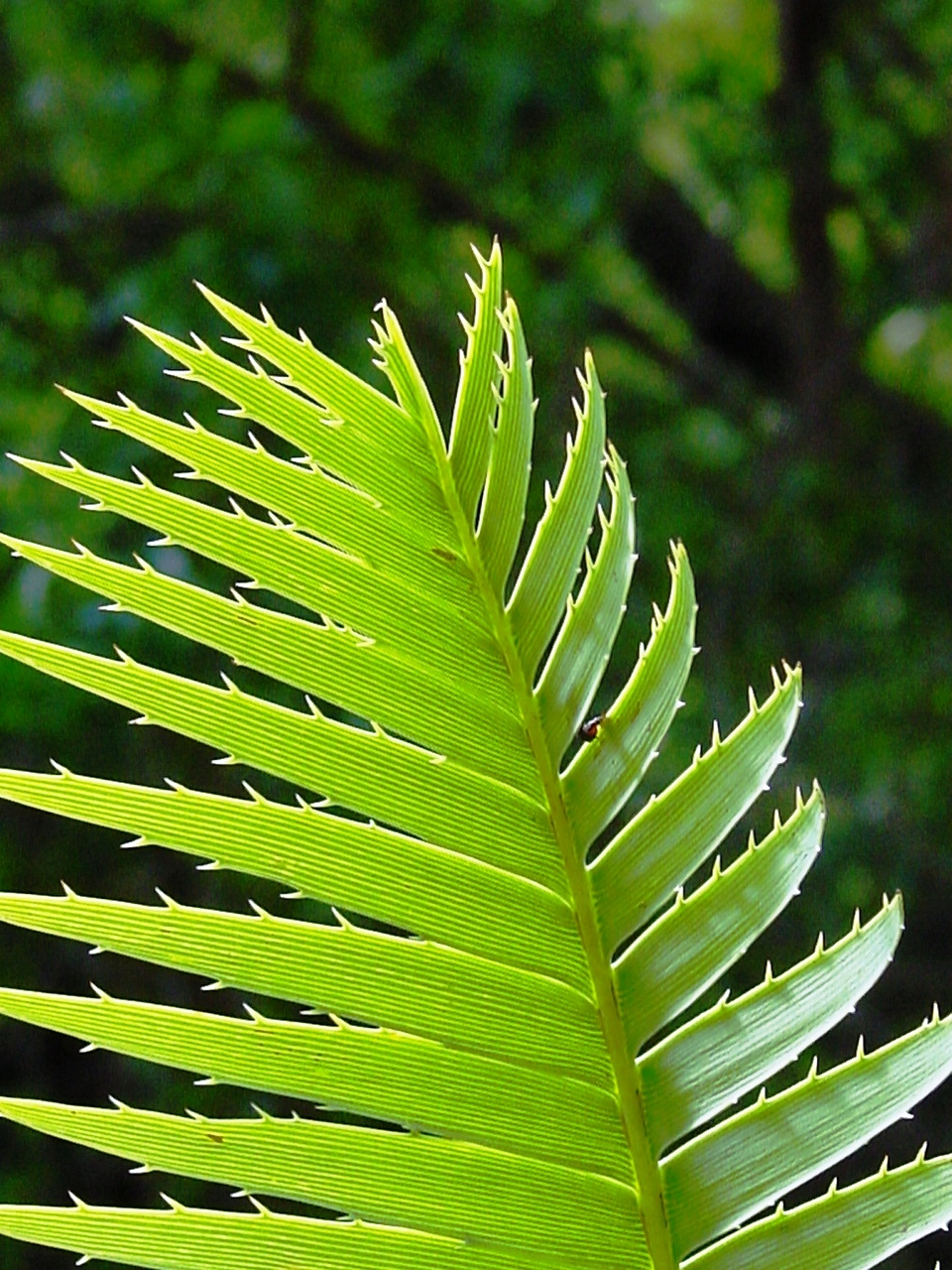
Blatt von Dioon spinulosum mit gut erkennbarer Nervatur und stacheligem Rand

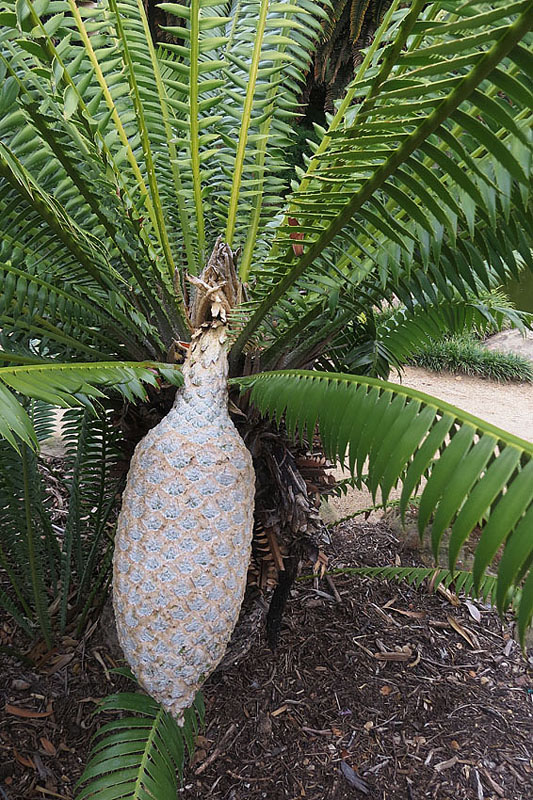
Männlicher Zapfen von Dioon spinulosum

Die Arten der Gattung Dioon sind ausdauernde, immergrüne Palmfarne. Die zylindrische Sprossachse befindet sich teilweise im Boden. Sie ist pachycaul, das heißt verdickt und aus weichem Holz, oberirdische Verzweigungen kommen nur selten vor. Die Blattansätze bleiben nach dem Absterben der Blätter zurück oder sie fallen ab, so dass eine weiche Rinde sichtbar wird. Häufig bilden sich neben einer Mutterpflanze viele kleine Schösslinge. Die größte Art ist Dioon spinulosum, die Wuchshöhen von über 16 Metern und Stammdurchmesser von 40 Zentimetern erreichen kann. Typische Exemplare anderer Arten werden jedoch nur 3 bis 6 Meter hoch oder bleiben noch kleiner. Dioon-Arten können sehr alt werden, möglicherweise sogar über 1000 Jahre.
Wie auch bei anderen Palmfarnen werden mitunter korallenartige Wurzeln gebildet. Solche Wurzeln wachsen aus der Primärwurzel nach oben und verzweigen sich kurz unter der Bodenoberfläche stark. Die einzelnen Wurzeln sind rhizomatisch verdickt und werden von Cyanobakterien der Gattung Nostoc bewohnt. Sie dienen vor allem zur Stickstofffixierung. Es scheint darüber hinaus eine symbiotische Beziehung zu arbuskulären Mykorrhizapilzen zu geben. Die Dioon Arten besitzen eine Chromosomenzahl von 2n = 18.

### Blätter
Die Laubblätter sind paarig gefiedert und stehen spiralig an der Sprossachse. Einige dieser Blätter sind während ihrer Entwicklung zunächst in Schutzblätter eingehüllt, die als Cataphylle bezeichnet werden. Im Gegensatz zu anderen Palmfarnen wie Stangeria eriopus sind die juvenilen Fiedern weder in Quer- noch in Längsrichtung eingerollt, sondern vielmehr gerade. Die unteren Fiederblättchen sind häufig auf ihren Blattstiel reduziert. Die Blattstiele sind unbedornt und an der Basis verdickt.
Die Fiederblättchen sind einfach, oft mit einem stacheligen Rand. Die Nervatur besteht aus vielen sich gabelig teilenden Nerven, ohne eine erkennbare Mittelrippe. Die Nerven entspringen direkt aus der Kante der Blattspindel (Rhachis) und verlaufen dann der Fiederachse zugewandt. Die Spreiten sind zumindest bei jungen Blättern behaart. Die Haare (Trichome) sind farblos, verzweigt oder einfach.
Die Spaltöffnungen für den Gasaustausch (Stomata) finden sich entweder nur an der Blattunterseite, oder bei einigen Arten auch beidseitig. Drüsen sind nicht anders gefärbt und schwer zu identifizieren. Die Zellen der Blattepidermis sind parallel zur Fiederachse verlängert.

### Zapfen und Samen
Alle Dioon sind zweihäusig, das heißt, männliche und weibliche Geschlechtsteile stehen nie zusammen auf einem, sondern nur auf verschiedenen Individuen. Der männliche Zapfen ist gestielt. Die männlichen Zapfenschuppen (= Mikrosporophylle) sind an der sterilen Spitze abgeflacht und hochgebogen. Sie stehen spiralig um die Zapfenachse angeordnet. Jedes Mikrosporophyll trägt an seiner Unterseite (abaxialen Seite) eine Vielzahl von Pollensäcken. Diese öffnen sich mit Schlitzen, aus denen der Pollen dann entweicht. Die Pollenkörner sind stromlinienförmig und besitzen nur eine Keimfurche (monosulcat). Die männlichen Zapfen fallen nach einem Jahr ab.

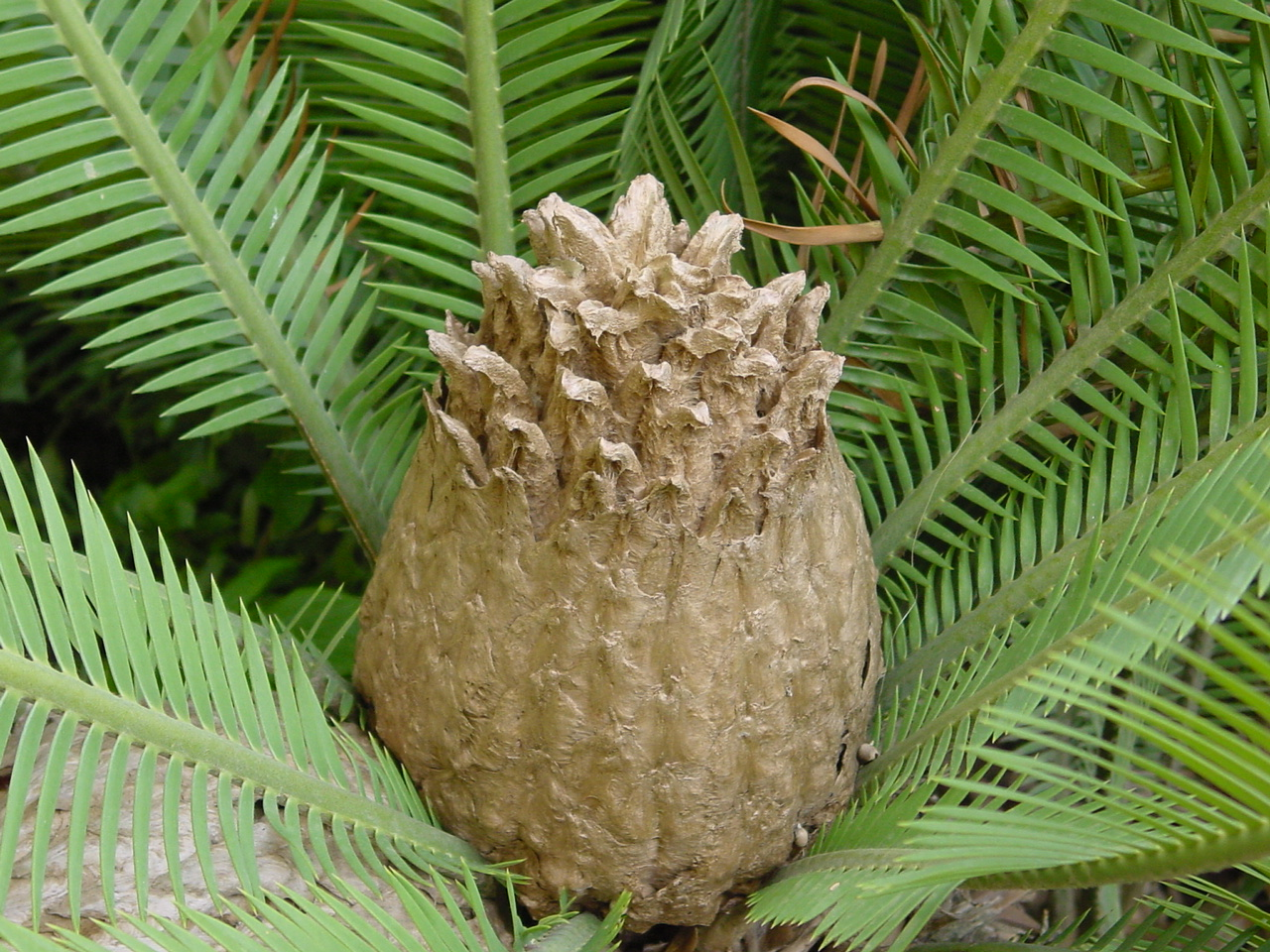
Weiblicher Zapfen von Dioon edule

Die weiblichen Zapfen sind ebenfalls gestielt, sie können auch länger als ein Jahr an der Pflanze verbleiben. Die weiblichen Schuppen (= Megasporophylle) sind blattähnlicher als die anderer Palmfarne, die größte Ähnlichkeit besteht jedoch zu denen von Cycas. Die Schuppen sind an der Spitze abgeflacht, verbreitert und hochgebogen. Jedes Sporophyll trägt zwei, selten drei, Samenanlagen. Diese stehen gerade zur Achse (orthotrop), sind zu dieser nach innen geneigt (invers) und hängen an der achsenzugewandten Seite der verdickten Schuppen. Die Öffnung an der Spitze der Samenanlagen (Mikropyle) ist sehr klein und lässt nur eine schmale Öffnung auf den Nucellus frei. Die Megasporenhülle verdickt sich von 3 bis 4,5 μm in der jungen Samenanlage auf 9–10 μm im reifen Samen. Die Zahl der Archegonien variiert zwischen einem und zehn. Der Zellkern der Eizelle ist ungewöhnlich groß. Die größten weiblichen Zapfen der Gattung zeigt Dioon spinulosum mit bis zu 80 Zentimetern Länge und einem Durchmesser von bis zu 30 Zentimetern.
Die Samen sind kugelförmig, eiförmig oder ellipsoid und erreichen einen Durchmesser zwischen etwa einem und vier Zentimetern. Sie sind von einer fleischigen, weißen oder cremefarbenen Samenschale umgeben. Die Samenschale besteht aus drei Schichten, einer fleischigen äußeren und inneren Schicht, zwischen denen eine Schicht aus Steinzellen liegt. Der Embryo ist gerade mit zwei Keimblättern, diese sind an der Spitze verwachsen. Der Embryoträger (Suspensor) ist sehr lang und spiralig verdreht. Die Samen sind strahlenförmig gefurcht (radiosperm). Die Keimung erfolgt kryptokotylar, das heißt, die Keimblätter verbleiben bei der Keimung im Samen.

## Vorkommen

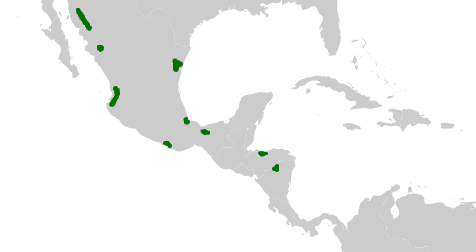
Verbreitung von Dioon in Zentralamerika. Das heutige Verbreitungsgebiet ist unzusammenhängend.

Dioon finden sich in Zentralamerika zwischen dem 15. und 29. nördlichen Breitengrad und sind somit Teil des neotropischen Florenreichs. Das Verbreitungsgebiet umfasst Honduras, Nicaragua und Teile von Mexiko; es ist durch orografische Bedingungen (Höhenstrukturen) begrenzt und auf die von Nord nach Süd verlaufenden Gebirgszüge in der Region beschränkt. Trotz der weiten Verbreitung und der ökologischen Plastizität der Gattung ist sie keine vegetationsbestimmende Komponente.
Die Standorte der Dioon-Arten finden sich vor allem im tropischen Regenwald und in tropischen Feuchtwäldern, aber auch in tropischen laubabwerfenden Regenwäldern, Nadelholz-Regenwäldern, an trockenen, steinigen Hängen, in Canyons und auf Dünen in Küstennähe.

### Verbreitung in der Vorzeit
Am Anfang des Känozoikums, vor etwa 65,5 Mio. Jahren, schloss das Verbreitungsgebiet von Dioon wahrscheinlich den größten Teil von Nordamerika ein. Hierauf weisen auch fossile Funde in Nordalaska aus dem Eozän (33,9 – 55,8 mya) hin. Während das Klima zu Beginn dieses Erdzeitalters noch sehr warm war, begann vor rund 2,8 Millionen Jahren das jüngste Eiszeitalter mit der Vereisung des Nordpols. Die Verbreitung von Dioon schrumpfte daraufhin sehr stark zusammen.
Im Paläozän (55,8 bis 65,5 mya) war Dioon neben Zamia und Anemia die einzige heute neotropische Gattung, die in der Flora Alaskas noch vorhanden war. Während des Tertiär, also bis vor etwa 2,6 Millionen Jahren, starb Dioon in fast ganz Nordamerika aus. Nur wenige Reliktbestände verblieben in einem kleinen Gebiet in Zentralamerika, wo heute noch das Mannigfaltigkeitszentrum der Gattung liegt. Eine Ausbreitung nach Südamerika war nicht möglich, da die beiden Kontinente bis vor etwa 3 Mio. Jahren noch nicht verbunden waren. Danach war vor allem die Größe der Samen das Haupthindernis für eine weitere Ausbreitung Dioons auf Karibische Inseln oder weiter nach Süden.

## Ökologie

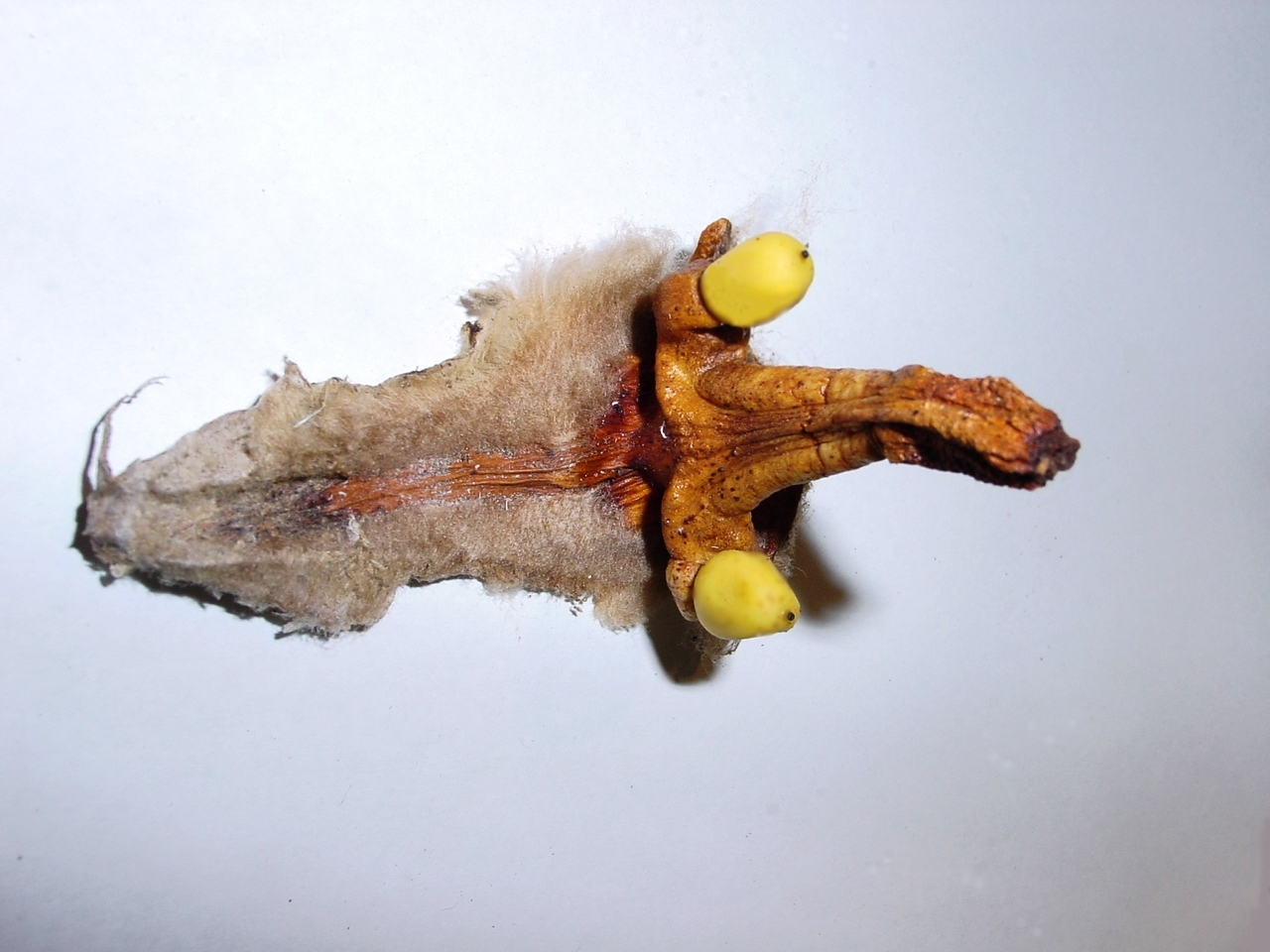
Megasporophyll von Dioon edule mit reifen Samen. Rechts: der trockene braune Stiel, Gelb: zwei Samen, Links: der stark behaarte flächige Teil des Sporophylls

Ob die Befruchtung bei Dioon durch Windbestäubung oder durch Zoophilie, durch Tiere, stattfindet, ist noch nicht abschließend geklärt. Die Natur der Pollen (leicht, trocken, sehr große Zahl) spricht eher für eine Windbestäubung, auch nimmt die Anzahl befruchteter Samenanlagen in direkter Nähe einer Pollenquelle zu.
Andererseits spricht die inverse Stellung der Samenanlagen gegen Windbestäubung, da die Pollen nur schwer dort hinwehen können und hauptsächlich auf die sterilen Abschnitte im Zapfen fallen. Für Palmfarne der Gattung Zamia konnte bereits eine Bestäubung durch den Rüsselkäfer Rhopalotria mollis nachgewiesen werden. Arten aus der Gattung Rhopalotria konnten auch in Zapfen von Dioon gefunden werden, in denen sich außerdem auch eine große Zahl von Käfern der Gattung Pharaxonotha befand, die sich vom Pollen ernähren. Dies sind weitere Hinweise auf Zoophilie.

## Gefährdung
Die Gattung ist vor allem durch Habitatzerstörung stark gefährdet, die International Union for Conservation of Nature and Natural Resources (IUCN) listet zehn der elf Arten in einer Gefährdungskategorie auf ihrer Roten Liste. Eine Art, Dioon caputoi, gilt als „vom Aussterben bedroht“ (critically endangered), drei als „stark gefährdet“ (endangered) (Dioon holmgrenii, Dioon sonorense und Dioon tomasellii) und fünf als „gefährdet“ (vulnerable) (Dioon califanoi, Dioon merolae, Dioon purpusii, Dioon rzedowskii und Dioon spinulosum). Dioon edule wird als Art der „Vorwarnliste“ (near threatened) gelistet. Für Dioon mejiae liegen nicht genug Daten für eine Einschätzung der Gefährdung vor.
Standorte werden vor allem durch Rodung und Urbarmachung des Landes zerstört. Dioon Arten sind bei internationalen Sammlern beliebt. Pflanzenexemplare werden ausgegraben und verkauft. Laut einem Bericht des Washingtoner Artenschutz-Übereinkommens aus dem Jahr 1992 erreichte der Handel mit Dioon edule Individuen ein Niveau von etwa 5.800 Exemplaren, bei Dioon spinulosum 1.600 – dies schließt den illegalen Handel nicht ein.
Eine weitere mögliche Bedrohung der Gattung ist die Deckelschildlaus (Diaspididae) Aulacaspis yasumatsui. Das Insekt stammt ursprünglich aus Südostasien und befällt dort Palmfarne. Der Schädling wurde inzwischen in Florida, Kalifornien sowie in Indien und Großbritannien eingeschleppt, wo er große Schäden an Palmfarnen anrichtet. Dort wurde er auch an Dioon edule gefunden. Würde die Art nach Mittelamerika vordringen, könnte sie in kurzer Zeit die Populationen von Dioon drastisch reduzieren oder sogar vernichten.

## Systematik
Die Erstbeschreibung erfolgte 1843 durch John Lindley als Dion.  Der Gattungsname wurde aufgrund der zwei Samenanlagen pro Megasporophyll vergeben: Dioon entstammt dem altgriechischen Präfix δι- di- (= zwei) und ώόν ōión, ōón (= Ei).
Der blattähnliche Charakter der Sporophylle gibt Dioon innerhalb der Palmfarne eine Sonderstellung. Dehgan & Dehgan bezeichneten die Gattung als die primitivste der Palmfarne und schlugen vor, sie in eine eigene Familie zu stellen. Eine molekulargenetische Untersuchung der Chloroplasten-DNA ergab, dass es sich zumindest um die primitivste Gattung der neotropischen Palmfarne handelt.

### Äußere Systematik
Klassischerweise wird die Familie der Zamiaceae in zwei Unterfamilien mit vier Tribus gegliedert. Dioon ist dabei die einzige Gattung in der Tribus der Diooeae, die zusammen mit den Encephalarteae die Unterfamilie der Encephalartoideae bildet. Diese Einteilung erfolgte nach morphologischen Gesichtspunkten. Eine morphologische Untersuchung der Verwandtschaftsverhältnisse bei fossilen und rezenten Taxa ergab folgendes Kladogramm:
|  | Encephalartos                                              |
|  |                                                            |
|  | \| \| Lepidozamia \| \| \| \| \| \| Macrozamia \| \| \| \| |
|  |                                                            |
|  | Lepidozamia                                                |
|  |                                                            |
|  | Macrozamia                                                 |
|  |                                                            |

|  | Lepidozamia |
|  |             |
|  | Macrozamia  |
|  |             |

|  | Encephalartos                                              |
|  |                                                            |
|  | \| \| Lepidozamia \| \| \| \| \| \| Macrozamia \| \| \| \| |
|  |                                                            |
|  | Lepidozamia                                                |
|  |                                                            |
|  | Macrozamia                                                 |
|  |                                                            |

|  | Lepidozamia |
|  |             |
|  | Macrozamia  |
|  |             |

|  | Encephalartos                                              |
|  |                                                            |
|  | \| \| Lepidozamia \| \| \| \| \| \| Macrozamia \| \| \| \| |
|  |                                                            |
|  | Lepidozamia                                                |
|  |                                                            |
|  | Macrozamia                                                 |
|  |                                                            |

|  | Lepidozamia |
|  |             |
|  | Macrozamia  |
|  |             |

|  | Encephalartos                                              |
|  |                                                            |
|  | \| \| Lepidozamia \| \| \| \| \| \| Macrozamia \| \| \| \| |
|  |                                                            |
|  | Lepidozamia                                                |
|  |                                                            |
|  | Macrozamia                                                 |
|  |                                                            |

|  | Lepidozamia |
|  |             |
|  | Macrozamia  |
|  |             |

|  | Encephalartos                                              |
|  |                                                            |
|  | \| \| Lepidozamia \| \| \| \| \| \| Macrozamia \| \| \| \| |
|  |                                                            |
|  | Lepidozamia                                                |
|  |                                                            |
|  | Macrozamia                                                 |
|  |                                                            |

|  | Lepidozamia |
|  |             |
|  | Macrozamia  |
|  |             |

|  | Encephalartos                                              |
|  |                                                            |
|  | \| \| Lepidozamia \| \| \| \| \| \| Macrozamia \| \| \| \| |
|  |                                                            |
|  | Lepidozamia                                                |
|  |                                                            |
|  | Macrozamia                                                 |
|  |                                                            |

|  | Lepidozamia |
|  |             |
|  | Macrozamia  |
|  |             |

|  | Encephalartos                                              |
|  |                                                            |
|  | \| \| Lepidozamia \| \| \| \| \| \| Macrozamia \| \| \| \| |
|  |                                                            |
|  | Lepidozamia                                                |
|  |                                                            |
|  | Macrozamia                                                 |
|  |                                                            |

|  | Lepidozamia |
|  |             |
|  | Macrozamia  |
|  |             |

|  | Encephalartos                                              |
|  |                                                            |
|  | \| \| Lepidozamia \| \| \| \| \| \| Macrozamia \| \| \| \| |
|  |                                                            |
|  | Lepidozamia                                                |
|  |                                                            |
|  | Macrozamia                                                 |
|  |                                                            |

|  | Lepidozamia |
|  |             |
|  | Macrozamia  |
|  |             |

Eine molekularbiologische Analyse an einem Teilstück der 26S ribosomalen DNA ergab ein wenig ähnliches Kladogramm, das die Gliederung der Zamiaceae stark verändern würde. Dioon wäre demnach die basale Gattung der Familie.
|  | Lepidozamia |
|  |             |
|  | Ceratozamia |
|  |             |

|  | Macrozamia |
|  |            |
|  | Microcycas |
|  |            |

|  | Lepidozamia |
|  |             |
|  | Ceratozamia |
|  |             |

|  | Macrozamia |
|  |            |
|  | Microcycas |
|  |            |

|  | Lepidozamia |
|  |             |
|  | Ceratozamia |
|  |             |

|  | Macrozamia |
|  |            |
|  | Microcycas |
|  |            |

|  | Lepidozamia |
|  |             |
|  | Ceratozamia |
|  |             |

|  | Macrozamia |
|  |            |
|  | Microcycas |
|  |            |

|  | Lepidozamia |
|  |             |
|  | Ceratozamia |
|  |             |

|  | Macrozamia |
|  |            |
|  | Microcycas |
|  |            |

|  | Lepidozamia |
|  |             |
|  | Ceratozamia |
|  |             |

|  | Macrozamia |
|  |            |
|  | Microcycas |
|  |            |

|  | Lepidozamia |
|  |             |
|  | Ceratozamia |
|  |             |

|  | Macrozamia |
|  |            |
|  | Microcycas |
|  |            |

|  | Lepidozamia |
|  |             |
|  | Ceratozamia |
|  |             |

|  | Macrozamia |
|  |            |
|  | Microcycas |
|  |            |

|  | Lepidozamia |
|  |             |
|  | Ceratozamia |
|  |             |

|  | Macrozamia |
|  |            |
|  | Microcycas |
|  |            |

|  | Lepidozamia |
|  |             |
|  | Ceratozamia |
|  |             |

|  | Macrozamia |
|  |            |
|  | Microcycas |
|  |            |

|  | Lepidozamia |
|  |             |
|  | Ceratozamia |
|  |             |

|  | Macrozamia |
|  |            |
|  | Microcycas |
|  |            |

|  | Lepidozamia |
|  |             |
|  | Ceratozamia |
|  |             |

|  | Macrozamia |
|  |            |
|  | Microcycas |
|  |            |

|  | Lepidozamia |
|  |             |
|  | Ceratozamia |
|  |             |

|  | Macrozamia |
|  |            |
|  | Microcycas |
|  |            |

|  | Lepidozamia |
|  |             |
|  | Ceratozamia |
|  |             |

|  | Macrozamia |
|  |            |
|  | Microcycas |
|  |            |

|  | Lepidozamia |
|  |             |
|  | Ceratozamia |
|  |             |

|  | Macrozamia |
|  |            |
|  | Microcycas |
|  |            |

|  | Lepidozamia |
|  |             |
|  | Ceratozamia |
|  |             |

|  | Macrozamia |
|  |            |
|  | Microcycas |
|  |            |

|  | Lepidozamia |
|  |             |
|  | Ceratozamia |
|  |             |

|  | Macrozamia |
|  |            |
|  | Microcycas |
|  |            |

|  | Lepidozamia |
|  |             |
|  | Ceratozamia |
|  |             |

|  | Macrozamia |
|  |            |
|  | Microcycas |
|  |            |

|  | Lepidozamia |
|  |             |
|  | Ceratozamia |
|  |             |

|  | Macrozamia |
|  |            |
|  | Microcycas |
|  |            |

|  | Lepidozamia |
|  |             |
|  | Ceratozamia |
|  |             |

|  | Macrozamia |
|  |            |
|  | Microcycas |
|  |            |

|  | Lepidozamia |
|  |             |
|  | Ceratozamia |
|  |             |

|  | Macrozamia |
|  |            |
|  | Microcycas |
|  |            |

|  | Lepidozamia |
|  |             |
|  | Ceratozamia |
|  |             |

|  | Macrozamia |
|  |            |
|  | Microcycas |
|  |            |

|  | Lepidozamia |
|  |             |
|  | Ceratozamia |
|  |             |

|  | Macrozamia |
|  |            |
|  | Microcycas |
|  |            |

|  | Lepidozamia |
|  |             |
|  | Ceratozamia |
|  |             |

|  | Macrozamia |
|  |            |
|  | Microcycas |
|  |            |

|  | Lepidozamia |
|  |             |
|  | Ceratozamia |
|  |             |

|  | Macrozamia |
|  |            |
|  | Microcycas |
|  |            |

|  | Lepidozamia |
|  |             |
|  | Ceratozamia |
|  |             |

|  | Macrozamia |
|  |            |
|  | Microcycas |
|  |            |

|  | Lepidozamia |
|  |             |
|  | Ceratozamia |
|  |             |

|  | Macrozamia |
|  |            |
|  | Microcycas |
|  |            |

|  | Lepidozamia |
|  |             |
|  | Ceratozamia |
|  |             |

|  | Macrozamia |
|  |            |
|  | Microcycas |
|  |            |

|  | Lepidozamia |
|  |             |
|  | Ceratozamia |
|  |             |

|  | Macrozamia |
|  |            |
|  | Microcycas |
|  |            |

|  | Lepidozamia |
|  |             |
|  | Ceratozamia |
|  |             |

|  | Macrozamia |
|  |            |
|  | Microcycas |
|  |            |

|  | Lepidozamia |
|  |             |
|  | Ceratozamia |
|  |             |

|  | Macrozamia |
|  |            |
|  | Microcycas |
|  |            |

|  | Lepidozamia |
|  |             |
|  | Ceratozamia |
|  |             |

|  | Macrozamia |
|  |            |
|  | Microcycas |
|  |            |

|  | Lepidozamia |
|  |             |
|  | Ceratozamia |
|  |             |

|  | Macrozamia |
|  |            |
|  | Microcycas |
|  |            |

|  | Lepidozamia |
|  |             |
|  | Ceratozamia |
|  |             |

|  | Macrozamia |
|  |            |
|  | Microcycas |
|  |            |

|  | Lepidozamia |
|  |             |
|  | Ceratozamia |
|  |             |

|  | Macrozamia |
|  |            |
|  | Microcycas |
|  |            |

|  | Lepidozamia |
|  |             |
|  | Ceratozamia |
|  |             |

|  | Macrozamia |
|  |            |
|  | Microcycas |
|  |            |

|  | Lepidozamia |
|  |             |
|  | Ceratozamia |
|  |             |

|  | Macrozamia |
|  |            |
|  | Microcycas |
|  |            |

|  | Lepidozamia |
|  |             |
|  | Ceratozamia |
|  |             |

|  | Macrozamia |
|  |            |
|  | Microcycas |
|  |            |

|  | Lepidozamia |
|  |             |
|  | Ceratozamia |
|  |             |

|  | Macrozamia |
|  |            |
|  | Microcycas |
|  |            |

|  | Lepidozamia |
|  |             |
|  | Ceratozamia |
|  |             |

|  | Macrozamia |
|  |            |
|  | Microcycas |
|  |            |

|  | Lepidozamia |
|  |             |
|  | Ceratozamia |
|  |             |

|  | Macrozamia |
|  |            |
|  | Microcycas |
|  |            |

|  | Lepidozamia |
|  |             |
|  | Ceratozamia |
|  |             |

|  | Macrozamia |
|  |            |
|  | Microcycas |
|  |            |

|  | Lepidozamia |
|  |             |
|  | Ceratozamia |
|  |             |

|  | Macrozamia |
|  |            |
|  | Microcycas |
|  |            |

|  | Lepidozamia |
|  |             |
|  | Ceratozamia |
|  |             |

|  | Macrozamia |
|  |            |
|  | Microcycas |
|  |            |

|  | Lepidozamia |
|  |             |
|  | Ceratozamia |
|  |             |

|  | Macrozamia |
|  |            |
|  | Microcycas |
|  |            |

|  | Lepidozamia |
|  |             |
|  | Ceratozamia |
|  |             |

|  | Macrozamia |
|  |            |
|  | Microcycas |
|  |            |

|  | Lepidozamia |
|  |             |
|  | Ceratozamia |
|  |             |

|  | Macrozamia |
|  |            |
|  | Microcycas |
|  |            |

|  | Lepidozamia |
|  |             |
|  | Ceratozamia |
|  |             |

|  | Macrozamia |
|  |            |
|  | Microcycas |
|  |            |

|  | Lepidozamia |
|  |             |
|  | Ceratozamia |
|  |             |

|  | Macrozamia |
|  |            |
|  | Microcycas |
|  |            |

|  | Lepidozamia |
|  |             |
|  | Ceratozamia |
|  |             |

|  | Macrozamia |
|  |            |
|  | Microcycas |
|  |            |

|  | Lepidozamia |
|  |             |
|  | Ceratozamia |
|  |             |

|  | Macrozamia |
|  |            |
|  | Microcycas |
|  |            |

|  | Lepidozamia |
|  |             |
|  | Ceratozamia |
|  |             |

|  | Macrozamia |
|  |            |
|  | Microcycas |
|  |            |

|  | Lepidozamia |
|  |             |
|  | Ceratozamia |
|  |             |

|  | Macrozamia |
|  |            |
|  | Microcycas |
|  |            |

|  | Lepidozamia |
|  |             |
|  | Ceratozamia |
|  |             |

|  | Macrozamia |
|  |            |
|  | Microcycas |
|  |            |

|  | Lepidozamia |
|  |             |
|  | Ceratozamia |
|  |             |

|  | Macrozamia |
|  |            |
|  | Microcycas |
|  |            |

|  | Lepidozamia |
|  |             |
|  | Ceratozamia |
|  |             |

|  | Macrozamia |
|  |            |
|  | Microcycas |
|  |            |

|  | Lepidozamia |
|  |             |
|  | Ceratozamia |
|  |             |

|  | Macrozamia |
|  |            |
|  | Microcycas |
|  |            |

|  | Lepidozamia |
|  |             |
|  | Ceratozamia |
|  |             |

|  | Macrozamia |
|  |            |
|  | Microcycas |
|  |            |

|  | Lepidozamia |
|  |             |
|  | Ceratozamia |
|  |             |

|  | Macrozamia |
|  |            |
|  | Microcycas |
|  |            |

|  | Lepidozamia |
|  |             |
|  | Ceratozamia |
|  |             |

|  | Macrozamia |
|  |            |
|  | Microcycas |
|  |            |

|  | Lepidozamia |
|  |             |
|  | Ceratozamia |
|  |             |

|  | Macrozamia |
|  |            |
|  | Microcycas |
|  |            |

|  | Lepidozamia |
|  |             |
|  | Ceratozamia |
|  |             |

|  | Macrozamia |
|  |            |
|  | Microcycas |
|  |            |

|  | Lepidozamia |
|  |             |
|  | Ceratozamia |
|  |             |

|  | Macrozamia |
|  |            |
|  | Microcycas |
|  |            |

|  | Lepidozamia |
|  |             |
|  | Ceratozamia |
|  |             |

|  | Macrozamia |
|  |            |
|  | Microcycas |
|  |            |

### Innere Systematik

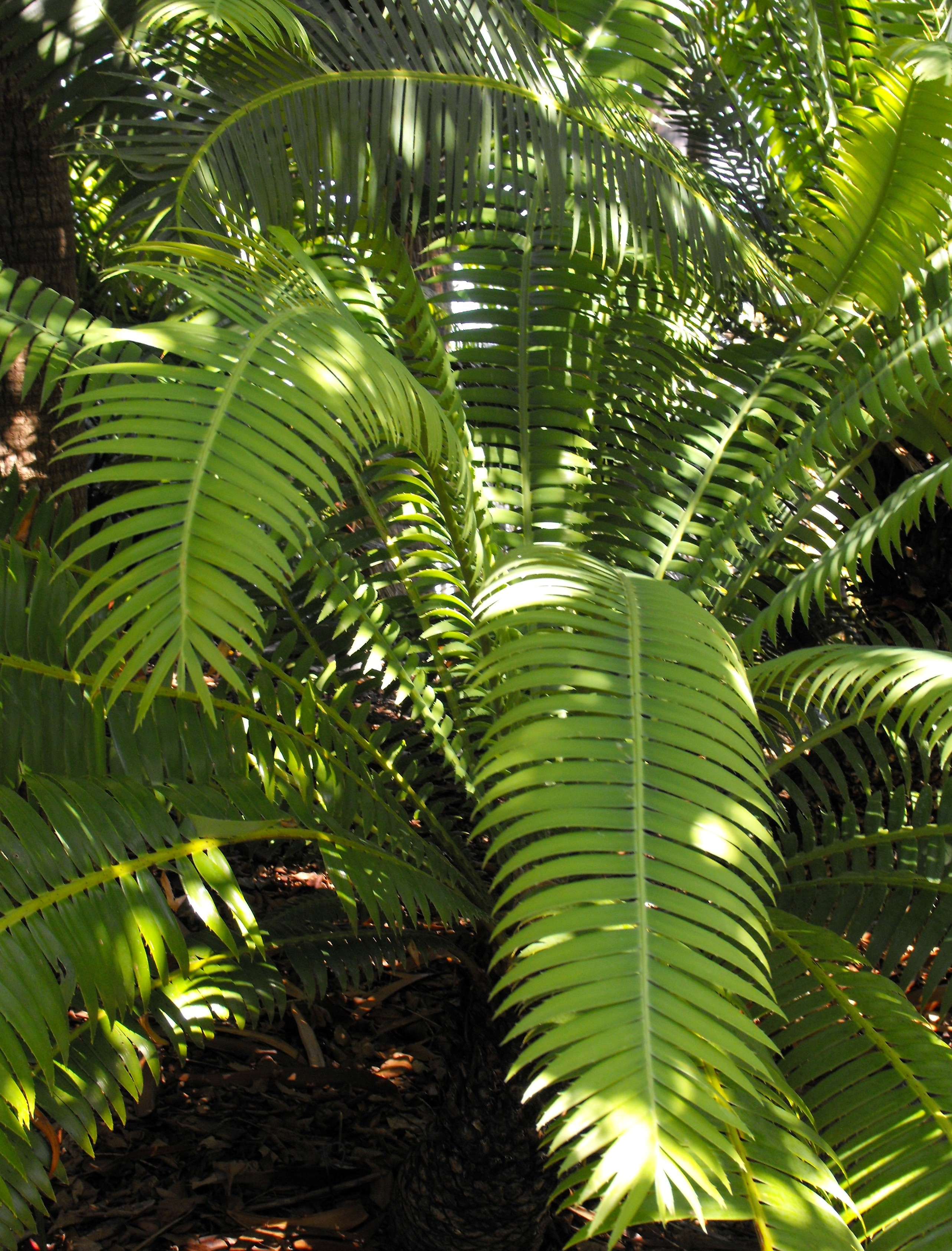
Dioon holmgrenii

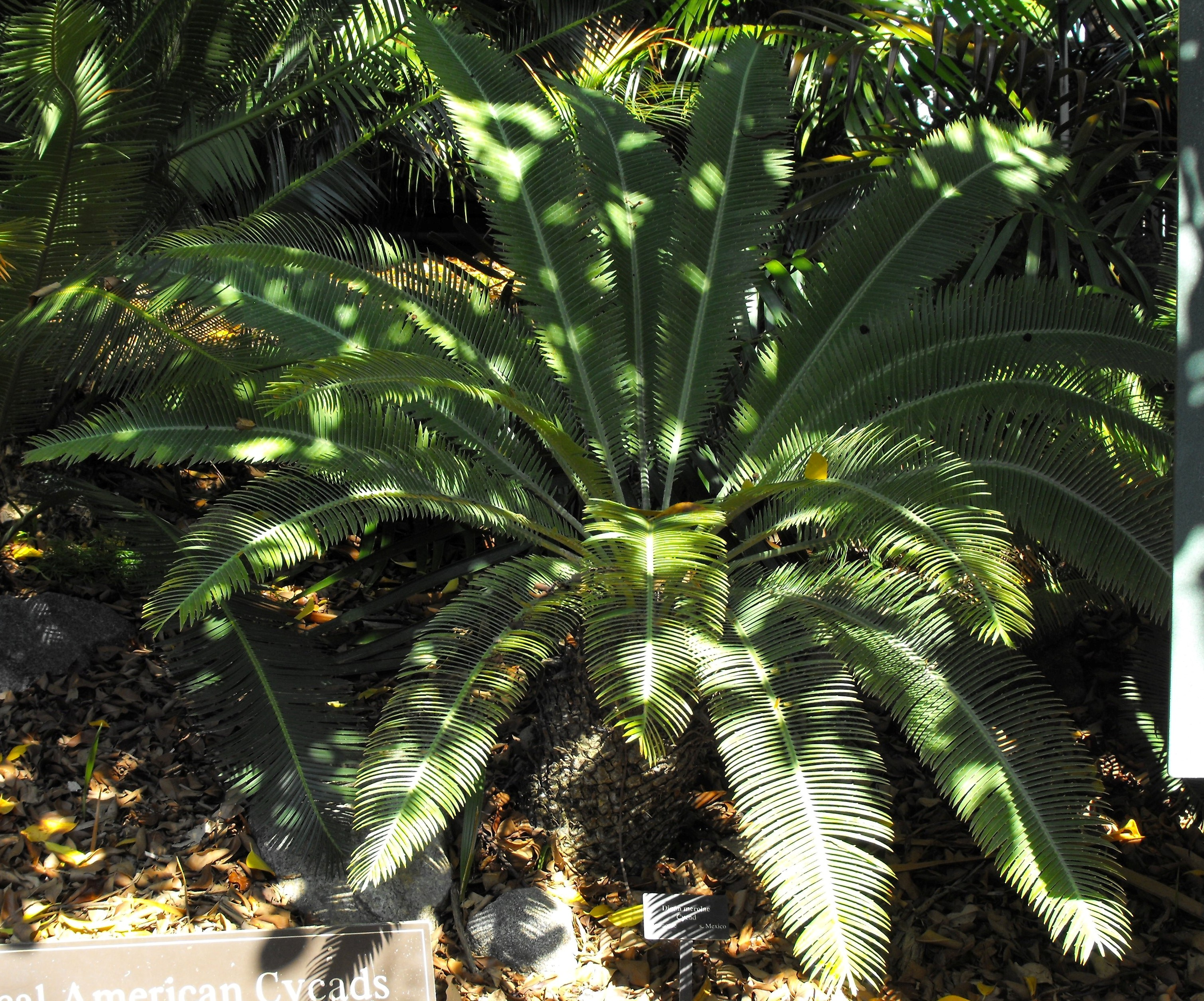
Dioon merolae

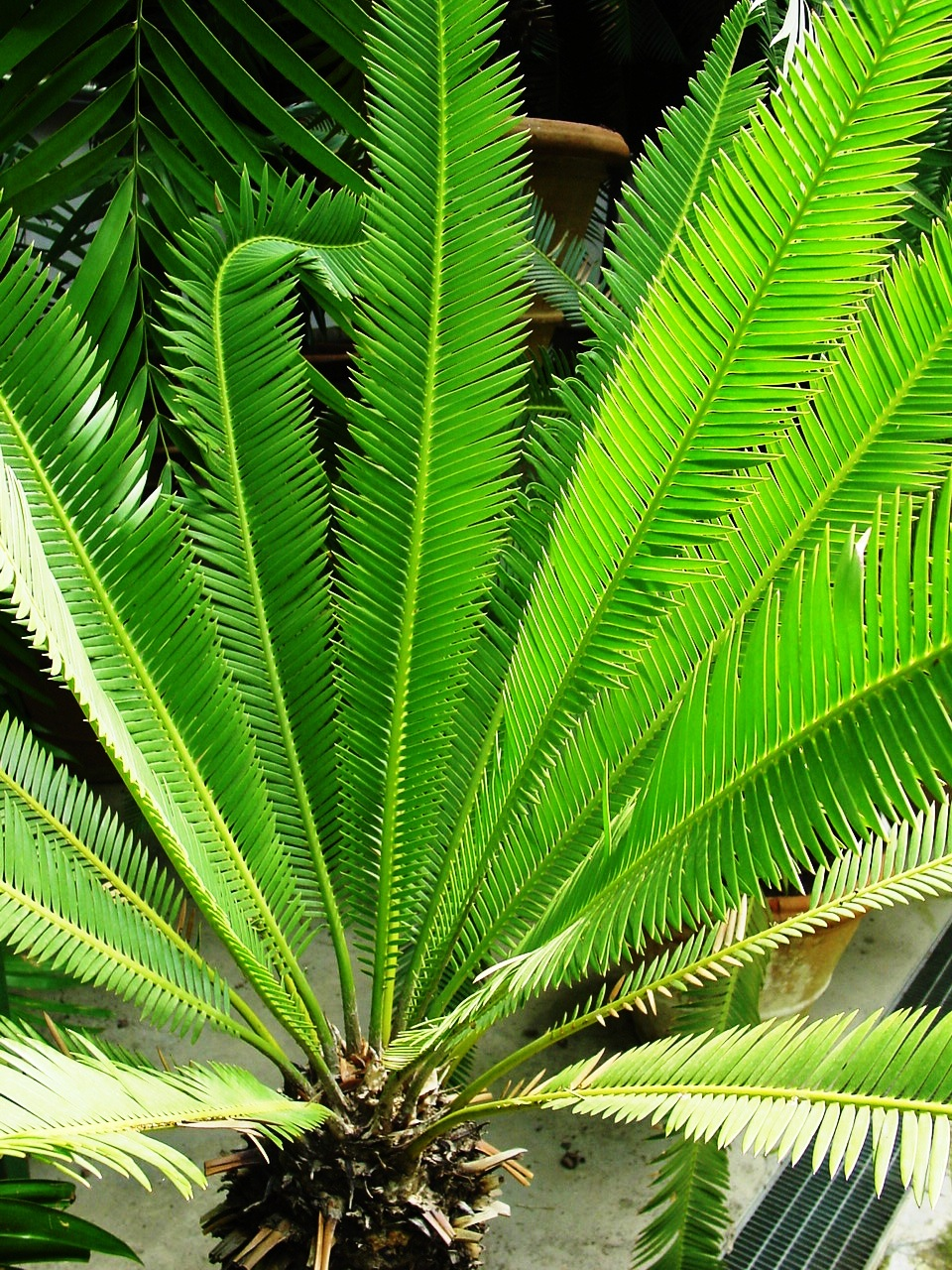
Dioon purpusii

Norstog & Nichols 1997 teilten die Gattung Dioon nach morphologischen Gesichtspunkten in zwei Gruppen (Dioon sonorense fehlte in dieser Untersuchung, da sie erst 1997 beschrieben wurde). Die erste Klade besteht aus Dioon spinulosum, Dioon mejiae und Dioon rzedowskii. Sie zeichnet sich durch massive Stämme, große Wedel und große Zapfen aus. Die zweite Klade enthält Dioon edule, Dioon merolae, Dioon holmgrenii, Dioon purpusii, Dioon califanoi, Dioon caputoi und Dioon tomasellii. Diese sind durch eine geringere Robustheit, kürzere Sprossachsen und kleinere Zapfen gekennzeichnet.
Eine phylogenetische Untersuchung aus dem Jahr 1993 bestätigte diese Kladen mit einem Unterschied – Dioon caputoi wurde der anderen Klade zugeordnet.
Nach dem Stand von 2018 enthält die Gattung Dioon 11 bis 14 Arten:
- Dioon argenteum T.J.Greg. & al.: Sie wurde 2003 als erstbeschrieben und ist bisher nur aus dem mexikanischen Bundesstaat Oaxaca bekannt.[16]
- Dioon califanoi De Luca et Sabato: Sie kommt in den mexikanischen Bundesstaaten Puebla und Oaxaca vor.[16]
- Dioon caputoi De Luca, Sabato et Vázq.Torres: Sie kommt in den mexikanischen Bundesstaaten Puebla und Oaxaca vor.[16]
- Mexikanischer Doppelpalmfarn (Dioon edule Lindl.): Es gibt je nach Autor ein oder zwei Varietäten:
  - Dioon edule var. angustifolium (Miq.) Miq.: Sie wird von manchen Autoren auch als eigene Art Dioon angustifolium Miq. angesehen.[16] Sie kommt in den mexikanischen Bundesstaaten Tamaulipas und Nuevo León vor.[16]
  - Dioon edule var. edule: Sie kommt im nordöstlichen Mexiko vor.[16]
- Dioon holmgrenii De Luca, Sabato et Vázq.Torres: Sie kommt nur im mexikanischen Bundesstaat Oaxaca vor.[16]
- Dioon mejiae Standl. et L.O.Williams: Die Heimat ist das nördliche Honduras.[16]
- Dioon merolae De Luca, Sabato et Vázq.Torres: Sie kommt in den mexikanischen Bundesstaaten Oaxaca und Chiapas vor.[16]
- Dioon planifolium Salas-Mor., Chemnick & T.J.Greg.: Sie wurde 2016 aus dem mexikanischen Bundesstaat Oaxaca erstbeschrieben.[16]
- Dioon purpusii Rose: Sie kommt nur im mexikanischen Bundesstaat Oaxaca vor.[16]
- Dioon rzedowskii De Luca, A.Moretti, Sabato et Vázq.Torres: Sie kommt nur im mexikanischen Bundesstaat Oaxaca vor.[16]
- Dioon sonorense (De Luca, Sabato et Vázq.Torres) Chemnick, T.J.Greg. et Salas-Mor.: Sie kommt nur in den mexikanischen Bundesstaaten Sonora und nördliches Sinaloa vor.[16]
- Dioon spinulosum Dyer ex Eichler: Sie kommt nur im mexikanischen Bundesstaaten Veracruz und Oaxaca vor.[16]
- Dioon stevensonii Nic.-Mor. & Vovides: Sie wurde 2009 erstbeschrieben und kommt nur in den mexikanischen Bundesstaaten Michoacán sowie Guerrero vor.[16]
- Dioon tomasellii De Luca, Sabato et Vázq.Torres: Sie kommt nur in den mexikanischen Bundesstaaten Durango, Jalisco und Nayarit vor.[16]
- Dioon vovidesii Gut.Ortega & Pérez-Farr.: Sie wurde 2018 aus dem mexikanischen Bundesstaat Sonora erstbeschrieben.[16]

### Evolution der Gattung
Die ältesten fossilen Funde stammen aus dem Eozän und wurden auf der Kupreanof-Insel in Alaska gefunden. Es gilt jedoch als wahrscheinlich, dass Dioon schon bis ins Jura (145,5 – 199,6 mya) oder noch weiter zurückreicht, da Fossilien anderer, nahverwandter aber weiter entwickelter Palmfarne schon aus dieser Epoche nachgewiesen wurden. Im Pleistozän (0,011784–1,8 mya) und Holozän (heute–0,011784 mya) haben die Arten wahrscheinlich mehrere Nord-Süd-Migrationen durchgeführt und sind jeweils den warmen klimatischen Bedingungen gefolgt.
Eine Theorie besagt, dass sich die rezenten Dioon-Arten aus einer Anzahl von Vikariismus-Ereignissen im frühen Känozoikum entwickelt haben, verschiedene Arten vertraten sich unter verschiedenen ökologischen Bedingungen. Diese Ereignisse müssen sehr kurz aufeinander gefolgt sein, was eine Anhäufung von Synapomorphien ausschloss, das heißt, es konnten nicht viele Merkmale neu erworben werden.
Die rezenten Arten von Dioon werden auf drei Urformen zurückgeführt. Als die evolutiv gesehen fortschrittlichste Art der Gattung wird Dioon mejiae angesehen. Dioon spinulosum und Dioon rzedowskii werden auf eine zweite Urform zurückgeführt, die wahrscheinlich besser an mesische Bedingungen, das heißt an Gebiete mittlerer Feuchte angepasst war. Sie konnte sich an der Atlantikküste von Oaxaca etablieren. Die verbleibenden Spezies stammen vermutlich von einer dritten, an xerotische, das heißt trockene, Bedingungen angepassten Urform ab.

## Verwendung
In Honduras werden die weiblichen Zapfen von Dioon mejiae gepflückt, um die Samen zu ernten. Diese werden von etwa 33.000 Indigenen zu Tamales oder Tortillas verarbeitet und ersetzen das Maismehl. Die Wedel werden traditionell am Palmsonntag verwendet.